# Tympanobasis
Tympanobasis is een geslacht van vlinders van de familie spinneruilen (Erebidae), uit de onderfamilie Calpinae.

## Soorten
- T. plerogoneis Hampson, 1926
- T. thyrsipalpis Hampson, 1926
- T. tumidicosta Hampson, 1926